# Infantka Elena
Infantka Elena, vévodkyně z Luga (celým jménem Elena María Isabel Dominica de Silos de Borbón y de Grecia; * 20. prosince 1963 Madrid) je první dítě a starší dcera krále Juana Carlose I. Španělského a královny Sofie Španělské. Je třetí v linii následnictví španělského trůnu. Má mladší sestru Cristinu a mladšího bratra Filipa VI.
Elena při několika příležitostech zastupovala svou rodinu v zahraničí, cestovala do Německa, Spojeného království, Spojených států, Argentiny, Japonska, Peru a na Filipíny.

## Mládí a vzdělání
Infantka Elena se narodila 20. prosince 1963 v nemocnici Nuestra Señora de Loreto, nyní známé jako ORPEA Madrid Loreto, v Madridu. Je nejstarší dcerou krále Juana Carlose I., bývalého španělského panovníka, a jeho manželky, královny Sofie (bývalá princezna Řecké a Dánské). V roce 1987 se infantka Elena setkala se svým budoucím manželem, když studovala francouzskou literaturu v Paříži.

## Manželství
Elena se dne 18. března 1995 v katedrále Panny Marie v Seville provdala za Jaimeho de Marichalar y Sáenz de Tejada, syna Amalia de Marichalar y Bruguera, hraběte z Ripaldy a jeho manželky Maríe de la Concepción Sáenz de Tejada y Fernández de Bobadilla. Její otec jí udělil doživotní titul vévodkyně z Luga.
Pár má dvě děti: Felipeho de Marichalar y Borbón (* 17. července 1998) a Victorii de Marichalar y Borbón (* 9. září 2000), kteří se narodili v Mezinárodní nemocnici Ruber v Madridu. Dne 26. června 2003, několik dní poté, co král oznámil její třetí těhotenství, Elena potratila. Jako děti španělské infantky jsou její děti španělskými grandy.
Dne 13. listopadu 2007 bylo oznámeno, že Elena žije odděleně od svého manžela. V listopadu 2009 španělská média oznámila, že se ona a její manžel rozvedou, i když fáma o tom kolovala už rok před oznámením. Jejich rozvodové papíry byly podepsány 25. listopadu 2009. Vévodkyně a vévoda z Luga se rozvedli v prosinci 2009. Dne 21. ledna 2010 byl rozvod zapsán v občanském rejstříku španělské královské rodiny. Dne 9. února 2010 bylo oficiálně oznámeno, že Jaime de Marichalar již nesmí používat titul vévody a že již není považován za oficiálního člena španělské královské rodiny.

## Tituly a vyznamenání

### Tituly
- 20. prosince 1963 – 3. března 1995: Její královská Výsost infantka doña Elena Španělská[12]
- 3. března 1995 – dosud: Její královská Výsost infantka doña Elena Španělská, Vévodkyně z Luga

Celé její formální oslovení a tituly jsou: Její královská Výsost Doña Elena María Isabel Dominica de Silos de Borbón y de Grecia, infantka španělská, vévodkyně z Luga.

### Vyznamenání

#### Španělská vyznamenání
- dáma velkokříže Řádu Isabely Katolické – 4. října 1982[13]
- dáma velkokříže Řádu Karla III. – 14. října 1988[14]

#### Zahraniční vyznamenání
- Královský řád tří božských sil I. třídy – Nepál, 19. září 1983
- velkokříž Řádu islandského sokola – Island, 16. září 1985[15]
- rytíř velkokříže Řádu dynastie Oranžsko-Nasavské – Nizozemsko, 8. října 1985
- velkokříž Řádu Quetzala – Guatemala, 1. října 1986
- velkokříž Řádu Kristova – Portugalsko, 13. října 1988[16]
- velkostuha Řádu Leopoldova – Belgie, 19. září 1994
- Řád drahocenné koruny I. třídy – Japonsko, 10. října 1994
- velkokříž Řádu svatého Olafa – Norsko, 25. dubna 1995
- Medaile k 50. narozeninám krále Karla XVI. Gustava – Švédsko, 30. dubna 1996
- velkokříž Řádu zásluh o Italskou republiku – Itálie, 27. června 1996[17]
- velkokříž Řádu prince Jindřicha – Portugalsko, 23. srpna 1996[16]
- velká čestná dekorace ve zlatě na stuze Čestného odznaku Za zásluhy o Rakouskou republiku – Rakousko, 2. června 1997[18]
- velkostuha Řádu jordánské hvězdy – Jordánsko, 20. října 1999
- velkokříž Řádu Adolfa Nasavského – Lucembursko, 7. května 2001
- velkokříž Řádu za zásluhy – Chile, 4. června 2001
- velkokříž Řádu cti – Řecko, 25. září 2001[19]
- velkokříž Řádu peruánského slunce – Peru, 5. července 2004

## Rodokmen
|                         |                                    |  |               |                                       |  |  |  |  |  |  |  | Alfons XII. Španělský |
|                         |                                    |  |               |                                       |  |  |  |  |  |  |  |                       |
|                         | Alfons XIII. Španělský             |  |               |                                       |  |  |  |  |  |  |  |                       |
|                         |                                    |  |               |                                       |  |  |  |  |  |  |  |                       |
|                         |                                    |  |               | Marie Kristina Rakouská               |  |  |  |  |  |  |  |                       |
|                         |                                    |  |               |                                       |  |  |  |  |  |  |  |                       |
|                         | Jan Bourbonský                     |  |               |                                       |  |  |  |  |  |  |  |                       |
|                         |                                    |  |               |                                       |  |  |  |  |  |  |  |                       |
|                         |                                    |  |               | Jindřich z Battenberku                |  |  |  |  |  |  |  |                       |
|                         |                                    |  |               |                                       |  |  |  |  |  |  |  |                       |
|                         | Viktorie z Battenbergu             |  |               |                                       |  |  |  |  |  |  |  |                       |
|                         |                                    |  |               |                                       |  |  |  |  |  |  |  |                       |
|                         |                                    |  |               | Beatrix Sasko-Koburská                |  |  |  |  |  |  |  |                       |
|                         |                                    |  |               |                                       |  |  |  |  |  |  |  |                       |
|                         | Jan Karel I.                       |  |               |                                       |  |  |  |  |  |  |  |                       |
|                         |                                    |  |               |                                       |  |  |  |  |  |  |  |                       |
|                         |                                    |  |               | Alfons Neapolsko-Sicilský             |  |  |  |  |  |  |  |                       |
|                         |                                    |  |               |                                       |  |  |  |  |  |  |  |                       |
|                         | Karel Bourbonsko-Sicilský          |  |               |                                       |  |  |  |  |  |  |  |                       |
|                         |                                    |  |               |                                       |  |  |  |  |  |  |  |                       |
|                         |                                    |  |               | Marie Antonie Neapolsko-Sicilská      |  |  |  |  |  |  |  |                       |
|                         |                                    |  |               |                                       |  |  |  |  |  |  |  |                       |
|                         | Marie Mercedes Bourbonsko-Sicilská |  |               |                                       |  |  |  |  |  |  |  |                       |
|                         |                                    |  |               |                                       |  |  |  |  |  |  |  |                       |
|                         |                                    |  |               | Filip Pařížský                        |  |  |  |  |  |  |  |                       |
|                         |                                    |  |               |                                       |  |  |  |  |  |  |  |                       |
|                         | Luisa Orleánská                    |  |               |                                       |  |  |  |  |  |  |  |                       |
|                         |                                    |  |               |                                       |  |  |  |  |  |  |  |                       |
|                         |                                    |  |               | Marie Isabela Orleánská               |  |  |  |  |  |  |  |                       |
|                         |                                    |  |               |                                       |  |  |  |  |  |  |  |                       |
| Elena, vévodkyně z Luga |                                    |  |               |                                       |  |  |  |  |  |  |  |                       |
|                         |                                    |  |               |                                       |  |  |  |  |  |  |  |                       |
|                         |                                    |  | Jiří I. Řecký |                                       |  |  |  |  |  |  |  |                       |
|                         |                                    |  |               |                                       |  |  |  |  |  |  |  |                       |
|                         | Konstantin I. Řecký                |  |               |                                       |  |  |  |  |  |  |  |                       |
|                         |                                    |  |               |                                       |  |  |  |  |  |  |  |                       |
|                         |                                    |  |               | Olga Konstantinovna Ruská             |  |  |  |  |  |  |  |                       |
|                         |                                    |  |               |                                       |  |  |  |  |  |  |  |                       |
|                         | Pavel I. Řecký                     |  |               |                                       |  |  |  |  |  |  |  |                       |
|                         |                                    |  |               |                                       |  |  |  |  |  |  |  |                       |
|                         |                                    |  |               | Fridrich III. Pruský                  |  |  |  |  |  |  |  |                       |
|                         |                                    |  |               |                                       |  |  |  |  |  |  |  |                       |
|                         | Žofie Dorotea Pruská               |  |               |                                       |  |  |  |  |  |  |  |                       |
|                         |                                    |  |               |                                       |  |  |  |  |  |  |  |                       |
|                         |                                    |  |               | Viktorie Sasko-Koburská               |  |  |  |  |  |  |  |                       |
|                         |                                    |  |               |                                       |  |  |  |  |  |  |  |                       |
|                         | Sofie Řecká                        |  |               |                                       |  |  |  |  |  |  |  |                       |
|                         |                                    |  |               |                                       |  |  |  |  |  |  |  |                       |
|                         |                                    |  |               | Arnošt August Hannoverský             |  |  |  |  |  |  |  |                       |
|                         |                                    |  |               |                                       |  |  |  |  |  |  |  |                       |
|                         | Arnošt August Brunšvický           |  |               |                                       |  |  |  |  |  |  |  |                       |
|                         |                                    |  |               |                                       |  |  |  |  |  |  |  |                       |
|                         |                                    |  |               | Thyra Dánská                          |  |  |  |  |  |  |  |                       |
|                         |                                    |  |               |                                       |  |  |  |  |  |  |  |                       |
|                         | Frederika Hannoverská              |  |               |                                       |  |  |  |  |  |  |  |                       |
|                         |                                    |  |               |                                       |  |  |  |  |  |  |  |                       |
|                         |                                    |  |               | Vilém II. Pruský                      |  |  |  |  |  |  |  |                       |
|                         |                                    |  |               |                                       |  |  |  |  |  |  |  |                       |
|                         | Viktorie Luisa Pruská              |  |               |                                       |  |  |  |  |  |  |  |                       |
|                         |                                    |  |               |                                       |  |  |  |  |  |  |  |                       |
|                         |                                    |  |               | Augusta Viktorie Šlesvicko-Holštýnská |  |  |  |  |  |  |  |                       |
|                         |                                    |  |               |                                       |  |  |  |  |  |  |  |                       |